# Sulfato de cobalto(II)
El Sulfato de cobalto(II), Sulfato cobaltoso, vitriolo rojo o caparrosa roja es la sal del sulfato de cobalto divalente.

## Propiedades
El sulfato de cobalto(II) anhidro aparece en forma de cristales de sulfato de monoclínico rojo que se funde a los 96.8 °C y es anhidro a los 420 °C. Es soluble en agua, ligeramente soluble en etanol, y especialmente soluble en metanol.

## Usos
Se utiliza en la preparación de pigmentos, así como en la fabricación de otras sales de cobalto. El pigmento de cobalto se utiliza en porcelana y cristal. El sulfato de cobalto(II) se utiliza en pilas de almacenamiento y galvanoplastia en baños, tintas simpáticas, y como aditivo para los suelos y alimento para animales. En el pasado, el sulfato de cobalto(II) se utilizó para mejorar la estabilidad de la espuma de la cerveza y para tratar algunas formas de anemia que no responden a otros tratamientos.

## Salud
El sulfato de cobalto(II) ha demostrado ser tóxico y ligeramente cancerígeno para la inhalación en ratones. También se ha demostrado que es un mutágeno en la salmonela. Una vez se añadió a una cerveza por la empresa cervecera Quebec Dow con el fin de mejorar la espuma, el resultando fue de 16 muertes y numerosos casos de intoxicación por sulfato de cobalto.

## La presencia natural
En raras ocasiones, el sulfato de cobalto(II) se encuentra en forma de unos pocos minerales cristalohidratados, se produce entre las zonas de oxidación que contienen los minerales primarios Co (como la escuterudita o cobaltita). Estos minerales son: biebierita (heptahidratado), moorhousita (Co, Ni, Mn)SO4.6H2O, aplovita (Co, Mn, Ni)SO4.4H2O y cobaltquieserita (monohidratado).